# Edward Bingham
Edward Barry Stewart Bingham (Bangor, 26 luglio 1881 – Londra, 24 settembre 1939) è stato un ammiraglio britannico, unico membro della Royal Navy ad essere insignito della Victoria Cross mentre era in prigionia durante la prima guerra mondiale. L'ammiraglio Sir David Beatty descrisse le azioni di Bingham nella battaglia dello Jutland come "uno degli esempi più emozionanti di eccellente leadership visti nella Royal Navy durante la guerra.

## Biografia
Nacque a Bangor Castle, Bangor, contea di Down, in Irlanda, il 26 luglio 1881, terzogenito di John, quinto barone Clanmorris ed aiutante di campo del Lord Luogotenente d'Irlanda, e di sua moglie, Matilda Catherine Ward. Educato ad Arnold House, a Llanddulas, nel Galles, e poi arruolatosi nella Royal Navy sulla nave scuola della marina Britannia con sede a Dartmouth prima di essere nominato guardiamarina nel 1897. Fu promosso sottotenente di vascello il 15 marzo 1901, e tenente di vascello il 30 giugno 1903 egli, che era un bravo cavaliere, fu membro della squadra di polo della Royal Navy, che vinse l'Inter-Regimental and Ships Annual Challenge Cup a Malta.
Allo scoppio della prima guerra mondiale prestava servizio come tenente comandante a bordo dello yacht dell'Ammiragliato Enchantress, una piccola nave da crociera di circa 2 000 tonnellate completa di sala riunioni. La mattina seguente si trasferì sull'incrociatore da battaglia Invincible come quarto ufficiale più anziano al comando della torretta A da 305 mm.
Nonostante si trovasse in cantiere per una vasta ristrutturazione quando fu dichiarata la guerra, lo Invincible era in mare alla metà dell'agosto 1914 e alla fine del mese aveva preso parte con successo alla battaglia di Helgoland. Inviato nell'Atlantico meridionale a novembre, l'Invincible alla battaglia delle Falkland dell'8 dicembre che vide la sconfitta dello squadra tedesca del Pacifico dell vice ammiraglio Maximilian von Spee. 
Dopo aver sparato il primo colpo dopo l'avvistamento contro l'incrociatore leggero Leipzig in ritirata, i cannonieri della Torre A  contribuirono alla distruzione dell'incrociatore corazzato Scharnhorst.  In riconoscimento del suo servizio, fu promosso comandante il 31 dicembre e gli fu promesso il comando di un cacciatorpediniere.
Il 12 febbraio 1915 assunse il comando dello Hornet da 850 tonnellate e di una divisione di cacciatorpediniere che faceva parte della Prima Flottiglia con base ad Harwich e, dal mese successivo, nel Firth of Forth. Per i successivi 14 mesi lo Hornet fu impegnato in un duro lavoro di pattugliamento, spesso in compagnia degli incrociatori da battaglia dell'ammiraglio Sir David Beatty o di una squadra di vecchie corazzate pre-dreadnought. Nell'ottobre 1915 egli ottenne grandi elogi per aver abilmente tratto in salvo l'equipaggio incrociatore corazzato Argyll incagliatosi a Bell Rock, al largo del Forfarshire. Egli corse un rischio calcolato manovrando accanto alla nave incagliata per imbarcare 500 dei suoi membri dell'equipaggio.  
Durante una licenza di 48 ore sposò la signorina Vera Temple Patterson, da cui ebbe due figli, John Temple e Lavinia Mary.
Nella primavera del 1916, la Prima Flottiglia iniziò a sostituire le navi con i nuovi cacciatorpediniere di Classe M, ed egli assunse il comando del Nestor il 30 aprile, portando con sé quasi tutto l'equipaggio dello Hornet.
Il 31 maggio 1916, durante la battaglia dello Jutland al largo della Danimarca,  era al comando di una divisione di cacciatorpediniere. Guidò la 2ª Divisione della 13ª Flottiglia nell'attacco, prima contro i cacciatorpediniere nemici e poi contro gli incrociatori da battaglia della Hochseeflotte, condotti dall'ammiraglio Franz von Hipper. Una volta avvistato il nemico, portò il Nestor e all'unico altro cacciatorpediniere rimasto della sua divisione, il Nicator, di avvicinarsi entro 2.750 metri dalla flotta da battaglia avversaria in modo da poter portare lanciare i suoi siluri.
Durante questo attacco Nestor e Nicator finirono sotto il fuoco concentrato delle batterie secondarie della Hochseeflotte e il Nestor venne gravemente colpito alle 16:45. Alle 17:30 il Nestor prese altri due colpi nelle caldaie, e rimase immobilizzato.  Con l'avvicinarsi delle navi da battaglia tedesche il destino del cacciatorpediniere fu segnato, ed egli diede l'ordine di abbandonare la nave. Recuperato dal cacciatorpediniere S-15 fu preso prigioniero di guerra dai tedeschi fu portato inizialmente a Wilhelmshaven e da lì a Magonza, e poi a Friedberg. Dopo un periodo di 9 mesi e mezzo fu trasferito ad Augustabad, Neubrandenburg. Fu proprio mentre si trovava a Friedburg che apprese la notizia che era stato insignito con la Victoria Cross.
Nell'esaminare la raccomandazione per la concessione della massima onorificenza il Segretario della Marina aveva sollecitato che la questione del Victoria Cross di Bingham fosse rinviata fino alla fine della guerra. Scrivendo il 28 agosto, dichiarò che il comandante Bingham, essendo un prigioniero di guerra, non può, secondo le regole accettate, beneficiare di questo onore fino al suo rilascio e alla successiva inchiesta sulla sua condotta. Arthur Balfour, il Primo Lord dell'Ammiragliato, non era d'accordo e due giorni dopo rispose: Non vedo alcuna ragione sufficiente per cui…..Bingham non dovrebbe ricevere subito la Victoria Cross. Con ciò la raccomandazione andò avanti e fu approvata dal re Giorgio V e fu pubblicata sulla  London Gazette il 15 settembre 1916.
Nel giugno successivo, ora ad Augustabad, apprese che il governo russo gli aveva conferito l'Ordine di San Stanislao di II Classe con due spade, per le sue imprese nello Jutland. Durante i suoi due anni e mezzo di prigionia scrisse le sue memorie, pubblicate nel 1919, con il titolo Falklands, Jutland and the Bight.
Dopo il suo rilascio dalla prigionia ritornò in Gran Bretagna e ricevette la Victoria Cross da re Giorgio V in una apposita cerimonia avvenuta a Buckingham Palace il 13 dicembre 1918. La sua città natale, Bangor, gli diede un benvenuto da eroe. Riprese quindi la carriera militare e fu promosso capitano il 31 dicembre 1919. Fu anche insignito dell'Ordine dell'Impero Britannico e, l'anno successivo, fu nominato comandante dello yacht dell'Ammiragliato Enchantress, sul quale aveva prestato servizio prima della guerra. Dopo aver frequentato un corso per ufficiali superiori, nel 1923 ritornò ai cacciatorpediniere come capitano del Montrose e comandante della 4ª Flottiglia, parte della  Mediterranean Fleet. Comandò poi la flottiglia di cacciatorpediniere del Nore dal 1925 al 1929 e poi la nave da battaglia Resolution e dell'incrociatore leggero Comus. Nel 1931 fu nominato aiutante di campo per la marina di re Giorgio V e nominato ufficiale anziano della divisione Devonport della Reserve Fleet. Il luglio successivo fu promosso contrammiraglio dopo il suo pensionamento e si stabilì a Evershot nel Dorset. Si spense a Londra il 24 settembre 1939, e la salma fu tumulata nel cimitero di Golders Green, nel nord-ovest della Capitale.
La Victoria Cross di Bingham è conservata al North Down Museum, che si trova nel Castello di Bangor.

## Pubblicazioni
- Falkland, Jutland and the Bight, John Murray, 1919.

### Fonti
1. 1 2 3 4 5 6 7 8 9 10 11 12 13 14 15 16 17 18 19 20 21 22 23 24  Victoria Cross.
2. ↑  (EN) The London Gazette (PDF), n. 27421, 1º April 1902.
3. ↑  Roberts 1997, p. 24.
4. 1 2 3 4 5 6 7 8 9  Imperial War Museum.
5. 1 2  Roberts 1972, p. 39.
6. ↑  Roberts 1972, p. 40.
7. 1 2  (EN) The London Gazette (PDF), n. 29751, 15 September 1916.